# Cassida tumidicollis
Cassida tumidicollis es un coleóptero de la familia Chrysomelidae.
Fue descrita científicamente en 1961 por Chen & Zia.